# Schachweltmeisterschaft der Frauen 2001
Die Schachweltmeisterschaft der Frauen 2001 wurde im KO-System ausgetragen. Titelverteidigerin Xie Jun nahm nicht an der Meisterschaft teil. Ihre Landsfrau Zhu Chen wurde Weltmeisterin. Austragungsort der WM war Moskau, wo die Titelkämpfe vom 27. November bis zum 14. Dezember 2001 stattfanden. Hauptschiedsrichter war Juri Awerbach aus der Sowjetunion, unterstützt von Zsuzsa Verőci (Ungarn). Es nahmen 64 Spielerinnen teil. Diese trafen mit Ausnahme des Finales in Mini-Matches über je zwei Partien aufeinander. Bei unentschiedenem Ausgang wurde um Partien mit verkürzter Bedenkzeit verlängert. Die Zahlen vor bzw. nach dem Namen der Spielerin in der folgenden Tabelle bezeichnen ihre Position in der Setzliste.

## 1. Runde
ausgetragen am 27. und 28. November 2001
| 1  | Alissa Galljamowa        | 1½ – ½  | Wissam Toubal            | 64 |
| 32 | Natalja Kisseljowa       | 3 – 1   | Wang Yu                  | 34 |
| 12 | Alexandra Kostenjuk      | 2 – 0   | Jennifer Shahade         | 48 |
| 16 | Hoàng Thanh Trang        | 1½ – ½  | Huang Qian               | 51 |
| 4  | Almira Scripcenco        | 2 – 0   | Ngan Phan-Koshnitsky     | 56 |
| 25 | Marta Zielińska          | 3½ – 2½ | Nona Gaprindaschwili     | 39 |
| 26 | Tatjana Grabusowa        | 1½ – ½  | Julia Galianina-Ryjanova | 45 |
| 10 | Corina-Isabela Peptan    | 2 – 0   | Nava Starr               | 55 |
| 3  | Wang Pin                 | 1½ – ½  | Joara Chaves             | 60 |
| 29 | Elisabeth Pähtz          | 3½ – 2½ | Iweta Radziewicz         | 31 |
| 14 | Cristina-Adela Foișor    | 3 – 1   | Gu Xiaobing              | 47 |
| 18 | Tatjana Stepowaja        | 2½ – 3½ | Nisha Mohota             | 53 |
| 8  | Xu Yuhua                 | 2 – 0   | Farida Arouche           | 61 |
| 36 | Elina Danieljan          | 2 – 0   | Tatjana Schumjakina      | 37 |
| 22 | Swetlana Prudnikowa      | 2 – 4   | Camilla Baginskaite      | 43 |
| 13 | Nataša Bojković          | 1½ – ½  | Maria Kouvatsou          | 54 |
| 2  | Maia Tschiburdanidse     | 1½ – ½  | Asma Houli               | 63 |
| 27 | Elena Sedina             | 2 – 0   | Olga Alexandrowa         | 30 |
| 21 | Xu Yuanyuan              | 4 – 2   | Sulennis Piña Vega       | 50 |
| 17 | Ketewan Arachamia-Grant  | 1½ – 2½ | Dagnė Čiukšytė           | 52 |
| 5  | Nana Iosseliani          | 1½ – ½  | Elina Groberman          | 58 |
| 24 | Subbaraman Vijayalakshmi | ½ – 1½  | Joanna Dworakowska       | 38 |
| 15 | Peng Zhaoqin             | 2 – 0   | Maritza Arribas Robaina  | 49 |
| 9  | Antoaneta Stefanowa      | 1½ – ½  | Pallavi Shah             | 57 |
| 7  | Jekaterina Kowalewskaja  | 1½ – ½  | Shadi Paridar            | 62 |
| 33 | Lilit Mkrttschjan        | 2 – 0   | Monika Soćko             | 35 |
| 20 | Anna Zatonskih           | 1½ – ½  | Li Ruofan                | 41 |
| 19 | Nino Churzidse           | 1½ – ½  | Aarthie Ramaswamy        | 46 |
| 6  | Zhu Chen                 | 1½ – ½  | Elisa Maggiolo           | 46 |
| 28 | Tetjana Kononenko        | 0 – 2   | Svetlana Petrenko        | 42 |
| 23 | Inna Gaponenko           | 2 – 0   | Genrieta Lagvilava       | 44 |
| 11 | Alisa Marić              | 1½ – ½  | Elena Lewuschkina        | 50 |

## 2. Runde
ausgetragen am 29. und 30. November 2001
| 1  | Alissa Galljamowa       | 2 – 0  | Natalja Kisseljowa  | 32 |
| 12 | Alexandra Kostenjuk     | 1½ – ½ | Hoàng Thanh Trang   | 16 |
| 4  | Almira Scripcenco       | 3 – 1  | Marta Zielińska     | 25 |
| 10 | Corina-Isabela Peptan   | 1½ – ½ | Tatjana Grabusowa   | 26 |
| 3  | Wang Pin                | ½ – 1½ | Elisabeth Pähtz     | 29 |
| 14 | Cristina-Adela Foișor   | 1½ – ½ | Nisha Mohota        | 53 |
| 8  | Xu Yuhua                | 1½ – ½ | Elina Danieljan     | 36 |
| 13 | Nataša Bojković         | ½ – 1½ | Camilla Baginskaite | 43 |
| 2  | Maia Tschiburdanidse    | 1½ – ½ | Elena Sedina        | 27 |
| 30 | Xu Yuanyuan             | ½ – 1½ | Dagnė Čiukšytė      | 52 |
| 5  | Nana Iosseliani         | ½ – 1½ | Joanna Dworakowska  | 38 |
| 9  | Antoaneta Stefanowa     | 0 – 2  | Peng Zhaoqin        | 15 |
| 7  | Jekaterina Kowalewskaja | 1½ – ½ | Lilit Mkrttschjan   | 33 |
| 19 | Nino Churzidse          | 1½ – ½ | Anna Zatonskih      | 19 |
| 6  | Zhu Chen                | 1½ – ½ | Svetlana Petrenko   | 42 |
| 11 | Alisa Marić             | 1½ – ½ | Inna Gaponenko      | 23 |

## 3. Runde
ausgetragen am 1. und 2. Dezember 2001
| 1  | Alissa Galljamowa       | 0 – 2   | Alexandra Kostenjuk   | 12 |
| 4  | Almira Scripcenco       | 1½ – ½  | Corina-Isabela Peptan | 10 |
| 14 | Cristina-Adela Foișor   | 1½ – ½  | Elisabeth Pähtz       | 29 |
| 8  | Xu Yuhua                | 3 – 1   | Camilla Baginskaite   | 43 |
| 2  | Maia Tschiburdanidse    | 2 – 0   | Dagnė Čiukšytė        | 52 |
| 15 | Peng Zhaoqin            | 2½ – 1½ | Joanna Dworakowska    | 38 |
| 7  | Jekaterina Kowalewskaja | ½ – 1½  | Nino Churzidse        | 19 |
| 6  | Zhu Chen                | 3 – 1   | Alisa Marić           | 11 |

## Viertelfinale
ausgetragen am 3. bis 5. Dezember 2001
| 4 | Almira Scripcenco    | ½ – 1½  | Alexandra Kostenjuk   | 12 |
| 8 | Xu Yuhua             | 4 – 2   | Cristina-Adela Foișor | 14 |
| 2 | Maia Tschiburdanidse | 3½ – 2½ | Peng Zhaoqin          | 15 |
| 6 | Zhu Chen             | 4 – 3   | Nino Churzidse        | 19 |

## Halbfinale
ausgetragen am 6. und 7. Dezember 2001
| 8 | Xu Yuhua             | 1 – 3   | Alexandra Kostenjuk | 12 |
| 2 | Maia Tschiburdanidse | 1½ – 2½ | Zhu Chen            | 6  |

## Weltmeisterschaftskampf
Der Weltmeisterschaftskampf wurde vom 8. bis 14. Dezember 2001 ausgetragen.
Nach einem 2:2-Unentschieden in den Partien mit klassischer Bedenkzeit fiel die Entscheidung in vier Schnellschachpartien.
|                     | Klassisch | Klassisch | Klassisch | Klassisch | Schnellschach | Schnellschach | Schnellschach | Schnellschach | Punkte |
| 1                   | 2         | 3         | 4         | 5         | 6             | 7             | 8             |               | Punkte |
| ------------------- | --------- | --------- | --------- | --------- | ------------- | ------------- | ------------- | ------------- | ------ |
| Zhu Chen            | 0         | 1         | 1         | 0         | 1             | 0             | 1             | 1             | 5      |
| Alexandra Kostenjuk | 1         | 0         | 0         | 1         | 0             | 1             | 0             | 0             | 3      |